# Gabriella Carrel
Gabriella Carrel (Aosta, 30 luglio 1966) è un'ex fondista italiana.

## Biografia
Nata ad Aosta nel 1966, a 21 anni ha partecipato ai Giochi olimpici di Calgary 1988, nella 5 km, arrivando 42ª con il tempo di 17'08"8.
L'anno successivo ha preso parte ai Mondiali di Lahti 1989, nella staffetta 4x5 km, insieme a Stefania Belmondo, Elena Desderi e Manuela Di Centa, terminando in 6ª posizione in 58'31"6.
Ai campionati italiani ha vinto 1 argento e 5 bronzi tra 10 km, 15 km, 20 km e 30 km.